# 아마루메촌
아마루메촌(余目村)은 후쿠시마현 시노부군에 있던 촌이다. 현재의 후쿠시마시의 일부에 해당한다.
현재는 후쿠시마 시립 요메 초등학교 등에 이름을 남기고 있다.

## 역사
- 1889년 4월 1일 - 정촌제 시행에 의해 미나미야노메촌, 기타야노메촌, 오키타카촌, 시모아이자카촌, 미야시로촌 대부분의 지역으로 성립하였다.
- 1954년 3월 31일 - 후쿠시마시에 편입되어 소멸하였다. 구 촌 지역은 후쿠시마시 미나미야노메, 키타야노메, 오키타카, 시모아이자카, 미야시로가 되었다.

## 교통

### 철도
- 일본국유철도
  - 도호쿠 본선

### 도로
- 국도 13호선

현재는 구촌 지역에 도호쿠 자동차도로가 지나가고 있지만, 당시에는 미개통 상태였다

## 참고문헌
- 角川日本地名大辞典 7 福島県